# Celtis salomonensis
Celtis salomonensis là một loài thực vật có hoa trong họ Cannabaceae. Loài này được Rech. mô tả khoa học đầu tiên năm 1913.